# Eupithecia bandanae
Eupithecia bandanae är en fjärilsart som beskrevs av Charles Stuart Gregson 1887. Eupithecia bandanae ingår i släktet Eupithecia och familjen mätare. Inga underarter finns listade i Catalogue of Life.